# Czerwona Dibrowa (przystanek kolejowy)
Czerwona Dibrowa (ukr. Червона Діброва, ros. Красная Дубрава) – przystanek kolejowy w miejscowości Czerwona Dibrowa, w rejonie czerniowieckim, w obwodzie czerniowieckim, na Ukrainie. Położony jest na linii Czerniowce – Suczawa.